# Ruisseau de Neuffonds
Le ruisseau de Neuffonds (ou ruisseau de l'Eau verte) est un ruisseau français du Massif central, affluent de la Tarentaine et sous-affluent de la Rhue.

## Géographie
Il prend sa source vers 1 500 m d’altitude dans le Puy-de-Dôme, en Auvergne-Rhône-Alpes, sur la commune de Besse-et-Saint-Anastaise, dans les monts Dore sur le flanc est du puy de Paillaret, au cœur du parc naturel régional des Volcans d'Auvergne.
Sur environ un kilomètre, juste avant sa confluence avec la Tarentaine, son cours sépare les départements du Puy-de-Dôme et du Cantal.
Il rejoint la Tarentaine en rive gauche, quatre kilomètres au nord-est de Saint-Genès-Champespe.